# TVP Polonia
TVP Polonia est une chaîne de télévision polonaise à vocation internationale. Émanation de la compagnie de télévision publique Telewizja Polska, elle reprend une partie des émissions des deux principales chaînes de télévision publiques TVP 1, TVP 2 et TVP 3. 
Diffusée par satellite ainsi que sur de nombreux réseaux câblés à travers le monde, elle est également disponible en streaming sur internet. Chaîne généraliste émettant vingt-quatre heures sur vingt-quatre, elle propose une programmation presque entièrement en polonais, certaines émissions étant cependant sous-titrées. 
TVP Polonia se veut une chaîne pour tous les Polonais, mais aussi pour tous ceux qui sont désireux de mieux connaître la culture, les traditions et les réalités de la Pologne d'aujourd'hui. 
La chaîne est membre de l'Union européenne de radio-télévision depuis 1993.

## Histoire
TVP Polonia est créée le 24 octobre 1992 à la suite d'un partenariat entre Telewizja Polska et le ministère des affaires étrangères polonais. Initialement baptisée TV Polonia, elle est définie comme une entreprise de service public, régie par la loi sur la radiodiffusion du 29 décembre 1992. Elle est alors la troisième chaîne du groupe de télévision public, derrière les deux chaînes domestiques que sont TVP 1 et TVP 2. Au contraire de ces dernières, qui émettent sur le réseau hertzien, TV Polonia se destine en priorité à la diaspora, qui ne disposait jusqu'alors que des émissions en onde courte de la radio polonaise pour garder le contact avec l'actualité nationale. Priorité est donnée à la diffusion par satellite, qui permet de couvrir de larges régions du monde, et aux réseaux câblés, disponibles dans les grandes villes. 
La grille des programmes, spécialement formatée, intègre non seulement les principales émissions diffusées sur les chaînes nationales (notamment les actualités) mais également des émissions spécifiques consacrées à la culture, à l'histoire, aux traditions et à la langue polonaise.
Au début des années 2000, TV Polonia — rebaptisée ultérieurement TVP Polonia — commence à émettre en numérique dans le cadre d'un bouquet satellite piloté par Telewizja Polska (intégrant aussi, mais sur abonnement, les autres chaînes du groupe).
En Europe, la chaîne est diffusée en clair sur le satellite Hot Bird dans un bouquet reprenant également TVP Info.

## Programmes
- Teleexpress
- Teleexpress Extra
- Teleexpress na deser
- Panorama
- Wiadomości
- Sport
- Pogoda
- Dobranocka
- Kawa czy herbata ?
- Celownik
- Leśniczówka
- Święta wojna
- Rodzinka.pl
- M jak miłość

### Text
En semaine, les programmes de TVP Polonia débutent à six heures du matin avec « Kawa czy herbata ? », une émission reprise en direct de TVP 1 mêlant bulletins d'information, débats, chroniques et services pratiques (bulletins météo, informations sur le trafic routier, revues de presse). À huit heures dix, le programme « Kwadrans po ósmej » traite de l'actualité nationale et internationale. De huit heures quarante-cinq à midi, la chaîne diffuse des documentaires ou des séries, généralement sous-titrées en anglais. Après la première édition du « Wiadomości » (journal télévisé), l'antenne est occupée par des séries, des films, des documentaires ou des divertissements, entrecoupés d'une nouvelle édition du journal télévisé à quinze heures et de « Teleexpress », un programme consacré à l'actualité diffusé chaque jour de la semaine à dix-sept heures, immédiatement suivi de « Celownik », émission de reportages sur la vie quotidienne en Pologne. 
À dix-neuf heures dix, la chaîne diffuse « Dobranocka », des dessins animés pour les tout-petits, suivis à dix-neuf heures trente du journal télévisé du soir, du résumé sportif du jour et de la météo. Les soirées sont ensuite consacrées aux séries, films, documentaires, variétés, talk-shows ou émissions de reportages. Les week-ends sont consacrés aux séries, aux films, à l'information, aux émissions culturelles et religieuses (dont la messe, diffusée chaque dimanche à treize heures).
TVP Polonia retransmet les grands événements de la vie polonaise (élections, célébrations nationales). La chaîne a considérablement modifié ses programmes à plusieurs reprises, prenant les couleurs du deuil lors de la mort du pape Jean-Paul II (2 avril 2005) et de la catastrophe aérienne de Smolensk qui coûta la mort au président de la république Lech Kaczyński et à de nombreuses personnalités politiques et militaires (10 avril 2010).